# جون جي. باكستر
جون جي. باكستر (بالإنجليزية: John G. Baxter)‏ هو سياسي أمريكي، ولد في 12 ديسمبر 1826 في ليكسينغتون في الولايات المتحدة، وتوفي في 30 مارس 1885 في لويفيل في الولايات المتحدة.